# Gusjauretje
Gusjauretje är en sjö i Vilhelmina kommun i Lappland och ingår i Ångermanälvens huvudavrinningsområde. Sjön har en area på 0,1 kvadratkilometer och ligger 817,8 meter över havet. Gusjauretje ligger i Vardo- Laster- och Fjällfjällen Natura 2000-område.

## Delavrinningsområde
Gusjauretje ingår i det delavrinningsområde (723377-143774) som SMHI kallar för Utloppet av Gusjauretje. Medelhöjden är 875 meter över havet och ytan är 1,89 kvadratkilometer. Det finns inga avrinningsområden uppströms utan avrinningsområdet är högsta punkten. Vattendraget som avvattnar avrinningsområdet har biflödesordning 3, vilket innebär att vattnet flödar genom totalt 3 vattendrag innan det når havet efter 422 kilometer. Avrinningsområdet består mestadels av kalfjäll (95 procent). Avrinningsområdet har 0,1 kvadratkilometer vattenytor vilket ger det en sjöprocent på 5,2 procent.